# 3015 Candy
A 3015 Candy (ideiglenes jelöléssel 1980 VN) egy kisbolygó a Naprendszerben. Edward L. G. Bowell fedezte fel 1980. november 9-én.